# Desperado (Rihanna)
Desperado è un singolo della cantante barbadiana Rihanna, il settimo estratto dall'ottavo album in studio Anti e pubblicato il 9 giugno 2017 dalla Roc Nation e Westbury Road Entertainment.

## Descrizione
Desperado è una canzone con una durata di tre minuti e sei secondi dotata di una «scanalatura a metà tempo, delle campanelle e tamburi tremolanti, insieme a sintetizzatori profondi e campioni vocali». I testi della canzone vedono la cantante correre verso il suo interesse d'amore che anche se non sembra impressionante, lei ancora canta:
 Amanda Petrusich di Pitchfork ha analizzato la frase «posso essere un lupo solo», contenuta nel brano, durante il quale la sua voce si infrange profondamente. Secondo lei, la canzone parla di un «auto-isolamento, e di come essere bravi ad essere da soli può diventare il proprio tipo di albatro, una gabbia che si estende dall'interno».

## Accoglienza
Jordan Bassett del NME ha descritto la traccia come una «meditabonda» e «tesa» e secondo lui, ha una base «frizzante» e un coro «spettrale». Bianca Gracie del Idolator ha invece descritto la canzone come una delle tracce più brillanti dell'album e ha suggerito che su di esso, Rihanna canta «del suo anti-eroe sinistro Western».

## Tracce
1. Desperado (MK Remix) – 3:35
2. Desperado (3LAU Remix) – 3:24
3. Desperado (Andrelli Remix) – 3:03
4. Desperado (Fairlane Remix) – 3:29

## Classifiche
| Classifica (2016)         | Posizione massima |
| ------------------------- | ----------------- |
| Francia                   | 109               |
| Regno Unito               | 129               |
| Svezia                    | 90                |
| Svizzera                  | 51                |
| Stati Uniti               | 107               |
| Stati Uniti (R&B/hip-hop) | 39                |